# Horfield
Horfield är en stadsdel i Bristol i England. Stadsdelen hade 13 838 invånare år 2021. Horfield var en civil parish fram till 1904 när blev den en del av Bristol. Civil parish hade 1 435 invånare år 1901. Horfield var ett distrikt 1894–1904. Byn nämndes i Domedagsboken (Domesday Book) år 1086, och kallades då Horefelle.